# Final de la Copa Africana de Naciones 2008
La final de la Copa Africana de Naciones de 2008 fue jugada en el Estadio Ohene Djan el 10 de febrero de 2008, los finalistas del torneo fueron la selección de Camerún y la selección de Egipto. El partido finalizó con el triunfo de los egipcios merced al gol de Mohamed Aboutrika en el minuto 77, con esta victoria Egipto consiguió su sexta copa continental logrando defender con éxito el campeonato obtenido en la edición anterior.

## Enfrentamiento
| Bandera de Camerún | vs. | Bandera de Egipto |
| Camerún 0          | vs. | Egipto 1          |
| ------------------ | --- | ----------------- |

## Camino a la final
| Equipo  | Pts. | PJ | PG | PE | PP | GF | GC | Dif |
| ------- | ---- | -- | -- | -- | -- | -- | -- | --- |
| Egipto  | 7    | 3  | 2  | 1  | 0  | 8  | 3  | 5   |
| Camerún | 6    | 3  | 2  | 0  | 1  | 10 | 5  | 5   |
| Zambia  | 4    | 3  | 1  | 1  | 1  | 5  | 6  | -1  |
| Sudán   | 0    | 3  | 0  | 0  | 3  | 0  | 9  | -9  |

| Equipo  | Pts. | PJ | PG | PE | PP | GF | GC | Dif |
| ------- | ---- | -- | -- | -- | -- | -- | -- | --- |
| Egipto  | 7    | 3  | 2  | 1  | 0  | 8  | 3  | 5   |
| Camerún | 6    | 3  | 2  | 0  | 1  | 10 | 5  | 5   |
| Zambia  | 4    | 3  | 1  | 1  | 1  | 5  | 6  | -1  |
| Sudán   | 0    | 3  | 0  | 0  | 3  | 0  | 9  | -9  |

## Partido
| 1          | Guardameta     | Carlos Kameni   |     |
| 4          | Defensa        | Rigobert Song   |     |
| 5          | Defensa        | Timothée Atouba |     |
| 6          | Defensa        | Benoît Angbwa   |     |
| 8          | Defensa        | Geremi Njitap   |     |
| 10         | Centrocampista | Achille Emana   | 56' |
| 14         | Centrocampista | Joël Epalle     |     |
| 15         | Centrocampista | Alex Song       | 17' |
| 19         | Centrocampista | Stéphane M'Bia  | 65' |
| 9          | Delantero      | Samuel Eto'o    |     |
| 12         | Delantero      | Alain N'Kong    |     |
| Entrenador | Entrenador     | Otto Pfister    |     |

| 1          | Guardameta     | Essam El-Hadary   |     |
| 5          | Defensa        | Shady Mohamed     |     |
| 6          | Defensa        | Hany Saïd         |     |
| 7          | Defensa        | Ahmed Fathy       |     |
| 14         | Defensa        | Sayed Moawad      |     |
| 20         | Defensa        | Wael Gomaa        |     |
| 8          | Centrocampista | Hosni Abd Rabou   |     |
| 17         | Centrocampista | Ahmed Hassan      |     |
| 22         | Centrocampista | Mohamed Aboutrika | 90' |
| 10         | Delantero      | Emad Moteab       | 60' |
| 19         | Delantero      | Amr Zaki          | 85' |
| Entrenador | Entrenador     | Hassan Shehata    |     |

| 2  | Defensa        | Gilles Binya        | 17' |
| 17 | Delantero      | Mohammadou Idrissou | 56' |
| 7  | Centrocampista | Modeste M'bami      | 65' |

| 9  | Delantero      | Mohamed Zidan     | 60' |
| 11 | Centrocampista | Mohamed Shawky    | 85' |
| 2  | Defensa        | Mahmoud Fathallah | 90' |

| Amonestado | 61' | Timothée Atouba     |
| Amonestado | 88' | Mohammadou Idrissou |

| Amonestado | 87' | Ahmed Hassan |

| Anotado | 77' | Mohamed Aboutrika | 0-1 |

| Árbitro             | Coffi Codjia        |
| Árbitros asistentes | Celestin Ntagungira |
| Árbitros asistentes | Enock Molefe        |
| Cuarto Árbitro      | Eddy Maillet        |

| 1          | Guardameta     | Carlos Kameni   |     |
| 4          | Defensa        | Rigobert Song   |     |
| 5          | Defensa        | Timothée Atouba |     |
| 6          | Defensa        | Benoît Angbwa   |     |
| 8          | Defensa        | Geremi Njitap   |     |
| 10         | Centrocampista | Achille Emana   | 56' |
| 14         | Centrocampista | Joël Epalle     |     |
| 15         | Centrocampista | Alex Song       | 17' |
| 19         | Centrocampista | Stéphane M'Bia  | 65' |
| 9          | Delantero      | Samuel Eto'o    |     |
| 12         | Delantero      | Alain N'Kong    |     |
| Entrenador | Entrenador     | Otto Pfister    |     |

| 1          | Guardameta     | Essam El-Hadary   |     |
| 5          | Defensa        | Shady Mohamed     |     |
| 6          | Defensa        | Hany Saïd         |     |
| 7          | Defensa        | Ahmed Fathy       |     |
| 14         | Defensa        | Sayed Moawad      |     |
| 20         | Defensa        | Wael Gomaa        |     |
| 8          | Centrocampista | Hosni Abd Rabou   |     |
| 17         | Centrocampista | Ahmed Hassan      |     |
| 22         | Centrocampista | Mohamed Aboutrika | 90' |
| 10         | Delantero      | Emad Moteab       | 60' |
| 19         | Delantero      | Amr Zaki          | 85' |
| Entrenador | Entrenador     | Hassan Shehata    |     |

| 2  | Defensa        | Gilles Binya        | 17' |
| 17 | Delantero      | Mohammadou Idrissou | 56' |
| 7  | Centrocampista | Modeste M'bami      | 65' |

| 9  | Delantero      | Mohamed Zidan     | 60' |
| 11 | Centrocampista | Mohamed Shawky    | 85' |
| 2  | Defensa        | Mahmoud Fathallah | 90' |

| Amonestado | 61' | Timothée Atouba     |
| Amonestado | 88' | Mohammadou Idrissou |

| Amonestado | 87' | Ahmed Hassan |

| Anotado | 77' | Mohamed Aboutrika | 0-1 |

| Árbitro             | Coffi Codjia        |
| Árbitros asistentes | Celestin Ntagungira |
| Árbitros asistentes | Enock Molefe        |
| Cuarto Árbitro      | Eddy Maillet        |

|                   |
| Bandera de Egipto |
| Campeón Egipto    |
| 6.to título       |